# Nancy Reno
Nancy Reno (* 24. Dezember 1965  in Glen Ellyn) ist eine ehemalige US-amerikanische Beachvolleyballspielerin.

## Karriere
Reno gewann 1992/93 die Open-Turniere in Almería und Rio de Janeiro an der Seite von Karolyn Kirby. 1995/96 gelangen ihr sechs weitere Turniersiege mit Holly McPeak. Das Duo qualifizierte sich für die Olympischen Spiele 1996 und belegte in Atlanta nach Niederlagen gegen die Australierinnen Cook/Pottharst und das US-Duo Fontana/Hanley den fünften Rang. Bei der ersten Weltmeisterschaft 1997 gewann Reno mit Kirby nach dem verlorenen Halbfinale gegen McPeak und Lisa Arce die Bronzemedaille. 1998 erreichte Reno mit Elaine Youngs den dritten Platz bei den Espinho Open. Im folgenden Jahr trat sie nach dem Turniersieg in Toronto (mit McPeak) bei der WM in Marseille an der Seite von Linda Hanley an und belegte den 13. Platz.